# Deinopis biaculeata
Deinopis biaculeata là một loài nhện trong họ Deinopidae.
Loài này thuộc chi Deinopis. Deinopis biaculeata được miêu tả năm 1906 bởi Eugène Simon.